# La sospecha (novela)
La sospecha es una novela de Friedrich Dürrenmatt que apareció en el año 1951. Es la continuación de Der Richter und sein Henker publicada en el magazín suizo Der Schweizerische Beobachter. Debutó en la Nochevieja de 1948/49. 

## Argumento
El comisario Hans Bärlach llegado el final de su carrera policíaca y sufriendo cáncer, se recupera en el hospital de una operación. Allí se vuelve testigo, como su amigo, el médico Samuel Hungertobel, viendo una foto en la revista Life palidece y parece irritado. El de la foto parece ser el médico alemán Nehle, quien al interior de los campos de concentración había hecho operaciones quirúrgicas crueles a los presos, sin anestesia, y que mató en 1945. Hungertobel reconoce una semejanza grande con su colega de estudio Emmenberger, quien estuvo en Chile durante la guerra.
Bärlach tiene la sospecha de que Nehle y Emmenberger o bien intercambiaron identidades o son la misma y única persona.